# Tonuri binaurale

Tonuri binaurale

Tonurile binaurale sau pulsuri binaurale (din lat. bini - pereche, doi și auris - ureche), (eng. binaural beats), sunt artefacte ale activității creierului sau sunete aparente cauzate de stimuli fizici specifici. Acest efect a fost descoperit în 1839 de către savantul prusac Heinrich Wilhelm Dove, câștigând o mai mare apreciere din partea opiniei publice în secolul al 20-lea, care se baza pe afirmațiile ce veneau din partea comunității de medicină alternativă, care susținea că tonurile binaurale ar putea ajuta la inducerea relaxării, meditației, creativității și ale altor stări „mintale dorite. Efectul asupra undelor cerebrale depinde de diferența de frecvență a fiecărui ton: de exemplu, dacă într-o ureche au fost redate tonuri de 300 Hz și 310 Hz în cealaltă, atunci tonul binaural ar avea o frecvență de 10 Hz.
Creierul produce un fenomen care rezultă în pulsații de joasă frecvență în amplitudine și localizarea sunetului unui ton, perceput când două tonuri la frecvențe puțin diferite sunt prezentate separat, una pentru fiecare dintre urechile unui subiect, utilizați căști stereo. Un ton sonor va fi perceput, ca și cum cele două tonuri s-au îmbinat în mod natural, înafara creierului. Frecvențele tonurilor trebuie să fie mai joase de 1.000 de hertzi pentru ca tonul să fie remarcat. Diferența dintre cele două frecvențe trebuie să fie mică (mai mică sau egală cu 30 Hz) pentru ca efectul să se producă, în caz contrar, cele două tonuri vor fi auzite separat, și nici un ritm nu va fi perceput.
Tonurile binaurale sunt obiectul de studiu ale neuropsihologiei, implicat în special în studiul auzului. De asemenea, pulsurile binaurale acționează asupra creierului (modifica ritmurile sale), provocând valuri, care pot fi detectate cu ajutorul electroencefalografului. 
Conform relatărilor, tonurile binaurale influențează creierul în moduri mai subtile, prin antrenarea undelor cerebrale și oferă alte beneficii de sănătate, cum ar fi controlul asupra durerii.

## Istoric
Tonurile binaurale au fost descoperite de Heinrich Wilhelm Dove în 1839, publicându-și constatările în cartea sa Repertorium der Physik. În timp ce cercetările asupra tonurilor și a efectelor acestora au continuat și după publicare, subiectul a rămas la un nivel  de curiozitate științifică, până când, cu 134 de ani mai târziu, a fost publicat articolul lui Gerald Oster "Beats auditive in the Brain" (Scientific American, 1973). Articol lui Oster a identificat și a asamblat părțile împrăștiate ale cercetărilor relevante începute din timpul lui Dove, oferind o perspectivă proaspătă (dar și noi descoperiri de laborator) ale cercetărilor tonurilor binaurale.
Oster a văzut în special în tonurile binaurale un puternic instrument pentru cercetările congnitive și neurologice, abordând probleme cum ar fi modul în care animalele localizează sunetele în mediul lor tri-dimensional, și de asemenea abilitatea remarcabila a animalelor de a alege și a se concentra asupra anumitor sunete într-o mare de zgomot (care este cunoscut drept efectul petrecere cocktail).
Oster considera de asemenea că tonurile binaurale pot fi folosite drept instrumente de diagnosticare medicală cu potențial util, nu doar pentru a găsi și de a evalua deficiențe auditive, dar de asemenea pentru afecțiuni neurologice cu caracter mai general. (Pulsurile binaurale implică diferite cai neurologice decât de procesare auditivă). Spre exemplu, Oster a constatat că un număr din subiecții săi, care nu au putut percepe tonurile binaurale, au suferit de boala Parkinson. Într-un caz particular, Oster a fost capabil să urmărească un subiect cu boala Parkinson printr-un tratament de o săptămână, de la bun început pacientul nu a putut percepe pulsurile binaurale, dar până la sfârșitul săptămânii de tratament pacientul a fost capabil să le audă. 
În coroborarea unui studiu anterior, Oster a raportat, de asemenea, diferențele de gen în percepția tonurilor. În special, femeile păreau să experimenteze două vârfuri distincte în capacitatea lor de a percepe tonurile binaurale, vârfuri, posibil corelate cu puncte specifice ale ciclului menstrual, debutului menstruației și ale fazei luteale. Aceste date l-au făcut pe Oster să se întrebe dacă tonurile binaurale ar putea fi folosite ca instrument pentru măsurarea nivelurilor relative de estrogen.
Efectele tonurilor binaurale asupra conștiinței au fost examinate pentru prima oară de către fizicianul Thomas Warren Campbell și inginerul electric Dennis Mennerich, care sub conducerea lui Robert Monroe, au încercat să reproducă o impresie subiectivă a oscilației de 4 Hz, pe care ei au asociat-o cu experiența extracorporală. În virtutea descoperirilor lor, Monroe a creat industria de auto-dezvoltare a tehnologiei tonului binaural,  formând Institutul Monroe, acum o organizație de caritate de educație și cercetare binaurală.

## Cadrul acustic

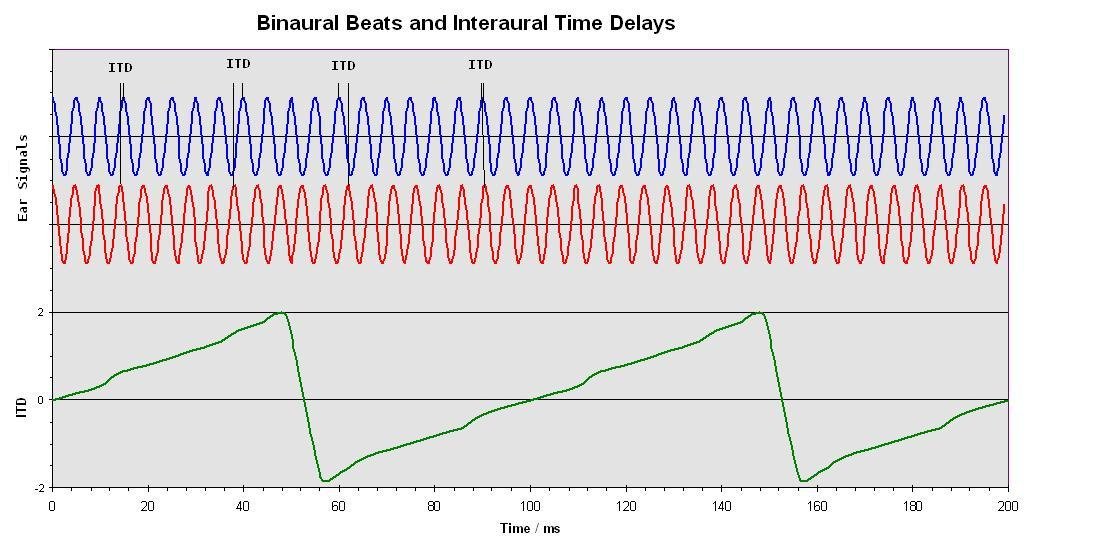
Diferențele de timp interaural (DTI) ale tonurilor binaurale

Pentru localizarea sunetului, sistemul auditiv uman analizează diferențele de timp interaurale dintre cele două urechi în interiorul intervalelor de frecvență mici, numite benzi critice. Pentru frecvențe mai mici de 1,000 pînă la 1,500 Hz, diferențele de timp interaurale sunt evaluate din diferențele fazelor interaurale dintre semnalele celor două  urechi. Sunetul perceput este, de asemenea, evaluat din analiza ambelor semnale ale urechilor.
În cazul în care diferite tonuri pure (semnale sinusoidale cu frecvențe diferite), sunt prezentate fiecărei urechi, vor exista faze dependente de timp și diferențe de timp între cele două urechi (vezi figura). Sunetul perceput depinde de diferența de frecvență dintre cele două semnalele ale urechilor:
- În cazul în care diferența de frecvență dintre semnalele urechilor este mai mică decât câțiva hertzi, sistemul auditiv poate urmări schimbările din diferențele de timp interaurale. Ca rezultat, este perceput un eveniment auditiv, care se deplasează prin cap. Direcția percepută corespunde diferenței de timp interaurale instantanee.
- Pentru diferențe de frecvență ușor mai mari între semnalele urechilor (mai mult de 10 Hz), sistemul auditiv nu mai poate urmări schimbările în parametrii interaurali. Apare un eveniment auditiv difuz. Sunetul corespunde unei suprapuneri ale ambelor semnale ale urechilor, ceea ce înseamnă că amplitudinea și intensitatea sonoră se schimbă rapid (vezi figura în capitolul de mai sus).
- Pentru diferențele de frecvență între semnalele urechilor de peste 30 Hz, începe să lucreze efectul de petrecere cocktail, și sistemul auditiv este capabil să analizeze semnalele urechilor prezentate în termeni de două surse de sunet diferite, în două locații diferite, și sunt percepute două semnale distincte .

Tonurile binaurale pot fi simțite și fără căști, apărând atunci când sunt redate două tonuri pure diferite prin boxe. Sunetul este perceput destul de similar: cu evenimente auditive care se mișcă prin încăpere, la diferențe de joasă frecvență, iar sunetul difuz la diferențe de frecvență ușor mai ridicate. La diferențe de frecvență mai mari, apar sursele de sunet aparent localizate. Cu toate acestea, este mult mai eficient de a folosi căști decât boxe.

## Afirmații neverificate
Au existat și o serie de afirmații cu privire la efectele tonurilor binaurale, printre care cele precum că acestea simulează efectul drogurilor recreaționale, ajută oamenii să memoreze și să învețe, să renunțe la fumat, ajuta la dietă, în combaterea disfuncției erectile și în imbunatățirea performanțelor atletice.
Un studiu pilot necontrolat a opt persoane a indicat faptul că tonurile binaurale ar putea avea un efect relaxant. În lipsa unor dovezi pozitive pentru un anumit efect, efectele revendicate pot fi atribuite puterii de sugestie (efectul placebo).
Într-un studiu orb (opt participanți) al efectelor tonurilor binaurale asupra meditației, frecvențele de 7 Hz s-au dovedit a spori concentrarea meditativă în timp ce frecvențele de 15 Hz au încurcat.
Un alt studiu efectuat la Goldsmiths, Universitatea din Londra, a constatat că nu a existat nici un efect major a utilizării tonurilor binaurale în vederea reducerii durere la frig. Cu toate acestea, muzicienii, s-au dovedit a fi mai buni în a suporta durerea, sugerând că cauza acestui fapt poate fi sunetul însăși, care este un factor ce distrage, spre deosebire de orice influență cerebrală.

## Fiziologia
Senzația pulsurilor binaurale se crede că își ar originea în nucleul olivar superior, o parte a trunchiului cerebral. Ele par a fi legate de capacitatea creierului de a localiza sursele de sunet, în trei dimensiuni și de a urmări sunetele în mișcare, care de asemenea implică neuronii coliculi inferiori (CI). În ceea ce privește antrenarea, studiul de ritmicitate oferă perspective în înțelegerea de procesare a informației temporale în creierul uman. Ritmurile audio antrenează rapid raspunsurile motorii în stări de sincronizare stabil-constante, sub și peste pragurile conștiente de percepție. Regiunile activate includ zonele senzorimotoare primare și cingulare, zone bilaterale premotor operculare, bilaterale SII, cortexul ventral prefrontal și subcorticale, insula anterior, putamen și talamus. În cadrul cerebelului, regiunile vermale și emisferele anterioare ipsilaterale devin în mod semnificativ activate la mișcarea. Urmărind modulațiile temporale suplimentar activate predomină prefrontalul drept, cingularul anterior și regiunile intraparietale precum și emisferele cerebrale posterioare. Un studiu de subiecți afazici, care au avut un accident vascular cerebral sever comparativ cu subiecții sănătoși, a arătat că subiectul afazic nu a putut auzi tonurile binaurale, în timp ce subiecții normali au putut.

## Efectele ipotetice asupra functiei cerebrale

### Prezentare generală
Tonurile binaurale pot influența funcții ale creierului și în alte moduri afară de cele legate de auz. Acest fenomen se numește "răspunsul de după frecvență". Conceptul este că dacă cineva primește un stimul cu o frecvență din gama undelor cerebrale, frecvența predominantă undelor cerebrale se spune că ar putea se îndrepte spre frecvența stimulilor (un proces numit antrenare). În plus, tonurile binaurale au fost documentate în mod credibil în a fi legate de ambele, percepția spațială și recunoașterea auditivă stereo, și, în funcție de frecvența de răspunsul de după frecvență, de activare a diferitor locuri din creier.
Stimulul nu trebuie să fie sonor, acesa poate fi, de asemenea, vizual sau o combinație de sonor si vizual  (un astfel de exemplu ar fi Dreamachine).
Auzul uman percepe sunetul în limita intervalului frecvențelor de la 20 Hz până la 20.000 Hz, dar frecvențele undelor cerebrale umane sunt aproximativ sub 40 Hz. Pentru a ține cont de această lipsă de percepție, sunt utilizate frecvențe de ton binaurale. Frecvențele de ton de 40 Hz au fost produse în creier cu ajutorul sunetului binaural și măsurat experimental.
Când frecvența percepută a tonurilor corespunde intervalului de frecvențe delta, theta, alfa, beta sau gama, ale undelor cerebrale, undele cerebrale intră sau se mută spre frecvența de ton. Spre exemplu, dacă o undă sinusoidală de 315 Hz este redată în urechea dreaptă și una de 325 Hz în urechea stângă, creierul este antrenat spre frecvența tonului de 10 Hz, în intervalul alfa. Deoarece intervalul alfa este asociat cu relaxarea, acesta are un efect relaxant, iar în cazul în care ar fi în intervalul theta, unul de mai multă vigilență. Un experiment prin stimularea sunetului binaural, utilizând frecvențele tonului în intervalul beta pe unii dintre participanți și intervalul delta/ theta asupra altor participanți, a dovedit o mai bună vigilență și stare de spirit la cei cu starea de alertă trează a intervalului de stimulare beta.
Stimularea prin tonul binaural a fost folosită destul de intens în încercarea de a induce o varietate de stări de conștiință, și au existat rezultate în ceea ce privește efectele acestor stimuli în relaxare, concentrare, atenție și stări de conștiință. Studiile au arătat că, prin instruire repetată se pot distinge sunetele de frecvență apropiată pe care o reorganizare plastică a creierului le produce pentru frecvențele instruite și este capabil de echilibrare emisferică asimetrică.

### Unde cerebrale
| Interval de frecvențe | Nume       | De obicei asociat cu:                                                                             |
| --------------------- | ---------- | ------------------------------------------------------------------------------------------------- |
| > 40 Hz               | unde Gamma | Activitatea mentală crescută, inclusiv percepția, rezolvarea problemelor, teama și conștiința     |
| 13–39 Hz              | unde Beta  | Gândire activă, ocupată sau anxietate și concentrare activă, excitare, cunoaștere și sau paranoia |
| 7–13 Hz               | unde Alpha | Relaxare (în timp ce ești treaz), pre-somn și somnolență pre-trezire, somn REM, Vise              |
| 8–12 Hz               | unde Mu    | Ritm Mu, Ritm senzorimotor                                                                        |
| 4–7 Hz                | unde Theta | Meditație/relaxare profundă, somn NREM                                                            |
| < 4 Hz                | unde Delta | Somn profund fără vise, pierderea conștientizării corpului                                        |

(Limitele exacte între intervale variază între definiții și nu există nici un standard universal acceptat.)
Frecvența dominantă determină starea curentă a cuiva. De exemplu, dacă în creierul cuiva, undele alfa sunt dominante, ei sunt în stare alfa (acest lucru se întâmplă atunci când cineva este relaxat dar treaz). Cu toate acestea, alte frecvențe vor fi de asemenea prezente, deși cu amplitudini mai mici. 
Antrenare creierului este mai eficientă dacă frecvența de antrenare este mai aproapiată de frecvența dominantă de pornire a utilizatorului. Prin urmare, se sugerează să se înceapă cu o frecvență aproape de frecventa curentului dominant a unei persoane (ar putea să fie de aproximativ 20 Hz sau mai puțin pentru o persoană trează) și apoi să descrească sau să crească lent spre frecvența dorită.
Unii oameni găsesc undele sinusoidale pure neplăcute, deci un zgomot roz sau un alt sunet de fundal (de exemplu, sunete naturale, cum ar fi sunetele râurilor) pot de asemenea fi considerate ca atare. Pe lângă faptul că, atâta timp cât ritmul se aude, creșterea volumului nu trebuie să îmbunătățească în mod necesar eficiența, de aceea, este sugerat a se folosi de obicei un volum scăzut. Una dintre teorii este de a reduce volumul atât de scăzut încât tonul nu ar trebui să fie chiar în mod clar audibil, dar acest lucru nu pare a fi cazul (vezi paragraful următor).

### Alte utilizări
În plus față de scăderea frecvenței creierului pentru a relaxa ascultătorul, există și alte presupuse efecte controversate ale tonurilor binaurale. Spre exemplu, faptul că prin utilizarea frecvențelor specifice, o persoană poate stimula anumite glande pentru a produce hormonii doriți. Beta-endorfina a fost modulată în studii, folosind instruirea undelor cerebrale alfa-theta, și dopamina cu tonurile binaurale. Printre alte presupuse utilizări, sunt reducerea timpului de învățare și nevoile de somn (se crede că undele theta îmbunătățesc învățarea, întrucât copii, care au undele theta mai puternice și rămân în această stare pentru o perioada mai lunga de timp decat adultii, de obicei, învăța mai repede decât ei; iar unele persoane consideră că o jumătate de oră în starea theta poate reduce nevoia de somn până la patru ore, similară cu o altă metodă de a atinge o stare theta, de exemplu, meditația; unii le folosesc pentru vise lucide și chiar pentru încercarea experiențelor extracorporale, călătorii astrale, telepatie și telekinezie. Cu toate acestea, rolul activității undelor alfa în visul lucid sunt încă supuse unor cercetări in curs de desfasurare.
Instruirea undelor cerebrale alfa-theta a fost, de asemenea, folosită cu succes în tratarea dependențelor.
Pulsuri binaurale au fost folosite pentru recuperarea amintirilor reprimate, dar ca și în alte tehnici, aceasta poate duce la amintiri false.
Un studiu pilot necontrolat al tehnologiei tonului binaural delta, de peste 60 zile, a demonstrat efectele pozitive asupra măsurilor psihologice de auto-raportare, în special de anxietate. Însă doar 15 persoane au participat la acest studiu, prin urmare, oferind rezultate nesemnificative. Dintre puținii oameni care au participat, a fost raportată o scădere semnificativă a anxietății ca trăsătură, o creștere a calității vieții și o scădere în creșterea factorului-1 asemănător insulinei și dopaminei, și a fost demonstrat că reduce anxietatea ușoară. O cercetare suplimentară este garantată pentru a explora efectele asupra anxietății, folosind un studiu clinic randomizat și controlat la scară mai mare. Un studiu controlat și randomizat a ajuns la concluzia că pulsul audio binaural ar putea reduce anxietatea de spital pre-operatorie acută.
Un alt efect prin inducera de sunet în sincronizare creierului este îmbunătățirea capacității de învățare. Acesta a fost propus în 1970, susținând că inducerea undelor cerebrale alfa a permis elevilor să asimileze mai multe informații cu o mai mare reținere pe termen lung.. Cel  mai recent s-a o observat o ințelegere mai profundă a rolului undelor cerebrale teta în procesul de învățare comportamentală. Prezența modelelor theta din creier a fost asociată cu receptivitatea crescută pentru învățare și o filtrare scăzută a emisferei stângi.  Bazată pe asocierea dintre activitatea theta (4-7 Hz) și performanța memoriei de lucru, instruire biofeedback-ul sugerează că indivizii sănătoși pot învăța pentru a crește o anumită componentă a activității lor EEG, și că o astfel de activitate sporită poate facilita o sarcina de memorie de lucru și în mai mică măsură concentrarea atenției.
O mică controversă mass-media a fost generată în anul 2010 de către un oficial al Biroului de  Stupefiante din Oklahoma, ce compara tonurile binaurale cu stupefiantele ilegale avertizînd că interesul pentru site-uri web care oferă  tonuri bianurale ar putea duce la consumul de droguri.

## Vezi și
- Electroencefalografie
- Hemi-Sync
- Rezonanță Schumann
- Vis lucid